# Jacky Lamothe
Pour les articles homonymes, voir Lamothe.
Jacky Lamothe, né le 2 juillet 1950 à Puybrun, est un joueur et entraîneur français de basket-ball.

## Club
Joueur
- ????-???? :  SA Lyon
- 1971-1982 :  SCM Le Mans (Nationale 1)
- 1982-1988 :  Caen (Nationale 1)
- 1986-1987 :  Challans (Nationale 1)

Entraîneur
- 1985-1985 :  Caen (Nationale 1)
- ??? - ??? :  Salon de Provence (Pro B)
- 1990- :  Sablé (Nationale 2)

### Sélection nationale
- 154 sélections en Équipe de France